# Одеська державна академія будівництва та архітектури
Одеська державна академія будівництва і архітектури (англ. Odesa State Academy of Civil Engineering and Architecture) — навчальний заклад IV рівня акредитації. Академія була заснована в 1930 році.

## Історія
1930 на базі інженерно-будівельного факультету Одеського політехнічного інституту, будівельного факультету Одеського вечірнього робочого інституту та архітектурного факультету Одеського художнього інституту засновано Одеський інститут інженерного цивільного та комунального будівництва. На початку мав у складі 3 факультети: архітектурний, промислового та цивільного будівництва, санітарно-технічний. Згодом додався факультет міських шляхів сполучення.
1945—1951, 1957—1994 заклад мав назву Одеський інженерно-будівельний інститут. 1951—1957 перейменовано на Одеський гідротехнічний інститут.
У 1946 році до нього був приєднаний Одеський інститут сільськогосподарського будівництва.
У 1951 році замість колишніх факультетів утворено 2 нові: річкового гідротехнічного будівництва і морського гідротехнічного будівництва. Невдовзі відкрито факультет промислового та цивільного будівництва.
У 1952 році в Новій Каховці Херсонської області створено вечірнє відділення загального технічного факультету.
У 1957 році складався з 3 факультетів: будівництва, гідротехнічного та санітарно-технічного. На початку 1960-х побудовано новий навчально-лабораторний корпус, що став головним. 1966 відкрито будівельно-технологічний факультет, 1970 — архітектурний факультет, 1975 — факультет конструювання у промисловому і цивільному будівництві.
На початку 1970-х також діяли факультети у містах Новій Каховці та Миколаєві.
У 1992 році створений факультет економіки та управління в будівництві.
У 1994 році виш отримав назву Одеська державна академія будівництва та архітектури.

## Сьогодення
Академія розташована в історичному центрі Одеси, де майже кожна будівля є пам'яткою архітектури. Через солідний вік міста Одеси та багатьох інших українських міст, виникає потреба в реконструкції, реставрації і заміні систем старих будинків, а також в будівництві нових будівель, що вдало вписуються в загальний архітектурний ансамбль із старовинними спорудами і відповідають всім найсучаснішим будівельним вимогам. Крім того, в Україні відбувається активне впровадження новітніх систем з енергозбереження. Тому існує велика потреба ринку праці у кваліфікованих і талановитих інженерах, що працюють у цій сфері. Саме таких фахівців готує Одеська державна академія будівництва та архітектури. Випускників академії можна зустріти на будівництві великих цивільних і промислових об'єктів, морських і річкових портів, каналів, об'єктах тепло- , водопостачання, вентиляції і каналізації, заводах з виробництва сучасних будівельних конструкцій. Інженери, які закінчили ОДАБА, працюють в найбільших українських будівельних організаціях на керівних посадах.
У вузі присутні: платне навчання, гуртожитки, військова кафедра, аспірантура, магістратура, післядипломне навчання.
Академія здійснює міжнародне співробітництво з більш ніж 20 університетами та інститутами Європи, у тому числі таких як Гданський технологічний університет (м. Гданськ, Польща), Вроцлавський технологічний університет (м. Вроцлав, Польща), Люблінський технологічний університет (м. Люблін, Польща), Університет архітектури, будівництва і геодезії (м. Софія, Болгарія), Вища архітектурна школа (м. Марсель, Франція), Флорентійський університет (м. Флоренція, Італія), що дає можливість отримати часткову підготовку за кордоном або продовжити там навчання.
Умови вступу: за результатами конкурсу сертифікатів незалежного оцінювання якості освіти та вступних випробувань.
Сертифікати: з української мови та літератури, математики (на всі спеціальності).
Вступні випробування: на напрям «Архітектура» -креслення і малюнок, на напрям «Образотворче мистецтво» — малюнок і живопис.
Форми навчання:
- денна,
- заочна.

Типи освітньо-кваліфікаційних рівнів:
- бакалавр,
- магістр.

## Викладачі
- Звєрович Едмунд Іванович
- Крейн Марко Григорович

## Відомі випускники

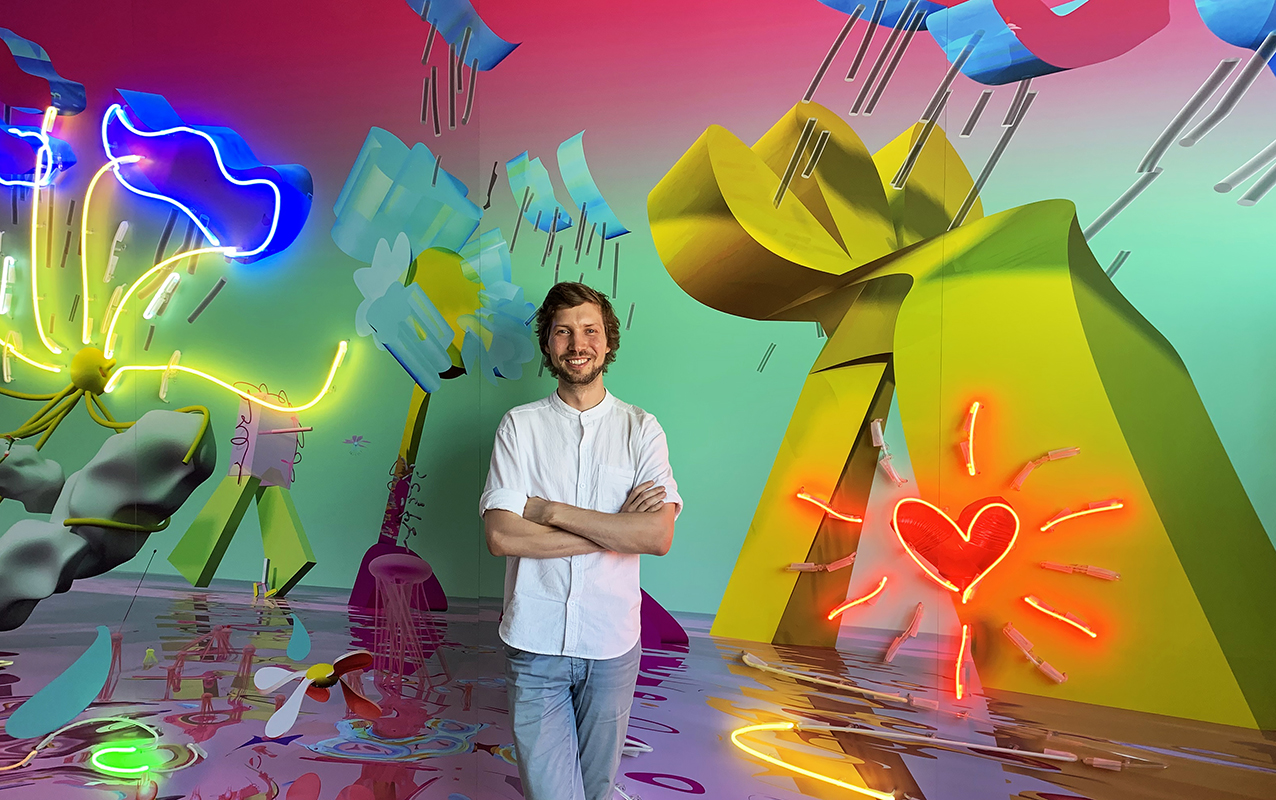
Степан Рябченко на тлі своєї роботи, 2019

- Вериженко Євген Петрович — український науковець у галузі будівельної механіки, педагог, ректор Київського автомобільно-дорожнього інституту.
- Ельтман Йосип Симонович — молдавський радянський архітектор, мистецтвознавець.
- Ріпенко Артем Ігорович — український юрист та державний діяч, доктор юридичних наук, старший дослідник, адвокат, наймолодший директор Одеського науково-дослідного інституту судових експертиз Міністерства юстиції України (ОНДІСЕ), Голова Держрибагентства (2021—2022).
- Рябченко Степан Васильович — провідний український медіа-художник, один із ключових митців сучасного українського мистецтва.[2]